# Iriri
Iriri – rzeka w Ameryce Południowej płynąca przez Brazylię w stanie Pará.
Iriri jest dopływem Xingu, który jest dopływem Amazonki.
Długość: 1300 km